# 허큘리스자리 AM
허큘리스자리 AM은 허큘리스자리에 위치하고 있는 항성 중에 하나이다. 에리다누스자리에 있는 항성인 EF 에리다니와 같은 쌍성이다.

## 특징
허큘리스자리 AM 허큘리스(AM Herculis)는 허큘리스자리에 위치한 쌍성계 변광성이다. 이 별은 큰곰자리에 있는 AN 우르사에 마조리스라는 별과 함께 극지형 또는 변광성형 별에 속한 격변변광성이 되는 항성의 원형이다. 허큘리스자리 AM은 1923년에 막스 울프에 의해 처음 목록화되었으며 당시에는 Veränderlicher 28.1923(베란데르일체르 28.1923)으로 목록화되었다. 현재는 변광성 일반 목록에 AN 28.1923(안 28,1923)으로 등재되어 있다. 겉보기 등급은 12에서 14 사이의 불규칙 변광성으로 관측되었다. 1976년에 천문학자인 S.타피아는 별에서 나오는 빛이 선편광과 원편광 둘 다 있다는 것을 발견했고 이는 계를 둘러싸고 있는 강한 자기장이 있다는 것을 확실하게 보여주었으며 이는 계가 이전에 생각했던 것보다 더욱 복잡하다는 것을 드러냈다. 허큘리스자리 AM 쌍성계는 백색 왜성과 적색 왜성을 포함하고 있다. 백색 왜성은 강착원반 없이 적색 왜성에서 직접 물질을 강착시키고 있다. 백색 왜성 1차는 매우 자성을 띠며 낙하하는 물질은 자극 쪽으로 흐른다. 강착 속도는 불안정하며 때로는 극적으로 감소하고 발산되는 전체 빛 체계의 밝기를 감소시킨다. 또한 백색 왜성이 회전하는 동안 강착영역의 출현과 일식에 의해 발생하는 것으로 생각되는 주기적인 변화도 있다.

## 같이 보기
- 쌍성
- 변광성
- 항성